# Krzysztof Stępień
Krzysztof Stępień (ur. 3 maja 1976 w Częstochowie) – polski piłkarz, występujący na pozycji napastnika.

## Życiorys
Jest wychowankiem Rakowa Częstochowa. W 1992 roku został wcielony do pierwszej drużyny Rakowa i w sezonie 1992/1993 zadebiutował w II lidze. W sezonie 1993/1994 wraz z klubem awansował do I ligi. W niej zadebiutował 27 listopada 1994 roku, kiedy to Raków Częstochowa wygrał 2:1 ze Stomilem Olsztyn. Pierwszą bramkę w I lidze Stępień zdobył z kolei 11 czerwca 1995 roku w wygranym 2:1 spotkaniu z Wartą Poznań. W I lidze Stępień występował przez cztery sezony, rozgrywając w tym okresie 90 meczów i zdobywając siedem goli. W sezonie 1997/1998 wraz z Rakowem spadł z ligi. Sezon 1998/1999 był jego ostatnim w barwach częstochowskiego klubu.
W 2000 roku został piłkarzem Lotu Konopiska. Rok później przeszedł do Victorii Częstochowa, w której występował do 2003 roku. W 2004 roku powrócił do Victorii Częstochowa.

## Statystyki ligowe
| Sezon     | Klub              | Liga    | Mecze | Gole |
| --------- | ----------------- | ------- | ----- | ---- |
| 1992/1993 | Raków Częstochowa | II liga | 5     | 0    |
| 1993/1994 | Raków Częstochowa | II liga | 5     | 3    |
| 1994/1995 | Raków Częstochowa | I liga  | 10    | 2    |
| 1995/1996 | Raków Częstochowa | I liga  | 34    | 3    |
| 1996/1997 | Raków Częstochowa | I liga  | 26    | 2    |
| 1997/1998 | Raków Częstochowa | I liga  | 20    | 0    |
| 1998/1999 | Raków Częstochowa | II liga | 8     | 0    |